# 2025-ös Roland Garros
A 2025-ös Roland Garros az év második tenisz Grand Slam-tornája, amelyet 124. alkalommal, 2025. május 25. és június 8. között rendeznek meg Párizsban. A selejtezőkre május 19-től került sor. A tornán bajnokot avatnak férfi és női egyesben és párosban, vegyes párosban, valamint junior fiú és lány kategóriákban egyesben és párosban. A versenyprogram része a kerekesszékesek versenye is.
A Roland Garros az egyetlen salakpályás Grand Slam-torna. Díjalapja 2025-ben 56 352 000 euró, amely 5,21%-kal magasabb a 2024. évi díjalapnál.
A cím védője férfi egyesben a spanyol Carlos Alcaraz volt, aki idén megvédte címét, miután a döntőben 4–6, 6–7(4), 6–4, 7–6(3), 7–6(10–2) arányban legyőzte a világranglistát vezető olasz Jannik Sinnert. Női egyesben az előző három évben a lengyel Iga Świątek bizonyult a legjobbnak, ebben az évben azonban az elődöntőben vereséget szenvedett Arina Szabalenkától. A nők versenyét az amerikai Cori Gauff nyerte, miután a döntőben 6–7(5), 6–2, 6–4 arányban legyőzte Arina Szabalenkát.
A magyar versenyzők közül a tornán ebben az évben világranglista-helyezése alapján a férfiaknál Fucsovics Márton és Marozsán Fábián, a nőknél Bondár Anna indulhat közvetlenül a főtáblán. A selejtezőből kísérelte meg a feljutást a nőknél Gálfi Dalma és Udvardy Panna, de mindketten csak a selejtező második köréig jutottak, így nem sikerült feljutniuk a főtáblára. Párosban a nőknél Babos Tímea brazil, Stollár Fanny orosz, Bondár Anna belga, míg a férfiaknál Marozsán Fábián olasz partnerrel indult. Bondár Anna Elina Szvitolinától, Marozsán Fábián a címvédő Carlos Alcaraztól szenvedett vereséget a 2. körben. A női párosban Stollár Fanny és Bondár Anna az első körben búcsúztak, ahogyan Babos Tímea is vegyes párosban. Női párosban Babos Tímea és brazil párja Luisa Stefani a harmadik körben az első kiemelt Kateřina Siniaková–Taylor Townsend párostól szenvedtek vereséget.

## Világranglistapontok
| Esemény      | Győztes | Döntős | Elődöntősök | Negyeddöntősök | 16 között | 32 között | 64 között | 128 között |
| Férfi egyéni | 2000    | 1200   | 720         | 360            | 180       | 90        | 45        | 10         |
| Férfi páros  | 1000    | 600    | 360         | 180            | 90        | 0         | —         | —          |
| Női egyéni   | 2000    | 1300   | 780         | 430            | 240       | 130       | 70        | 10         |
| Női páros    | 1000    | 650    | 390         | 215            | 120       | 10        | —         | —          |

## Pénzdíjazás
A torna összdíjazása 2025-ben 56 352 000 euró, amely 5,37%-kal magasabb a 2024. évi díjalapnál. A férfi és a női egyéni győztesnek fejenként 2 550 000 eurót kapnak.
| Esemény                     | Győztes     | Döntős      | Elődöntősök | Negyeddöntősök | 16 között | 32 között | 64 között | 128 között | Q3       | Q2       | Q1       |
| Egyéni                      | 2 550 000 € | 1 275 000 € | 690 000 €   | 440 000 €      | 265 000 € | 168 000 € | 117 000 € | 78 000 €   | 43 000 € | 29 500 € | 21 000 € |
| Páros (csapatonként)        | 590 000 €   | 295 000 €   | 148 000 €   | 80 000 €       | 43 500 €  | 27 500 €  | 17 500 €  | –          | –        | –        | –        |
| Vegyes páros (csapatonként) | 122 000 €   | 61 000 €    | 31 000 €    | 17 500 €       | 10 000 €  | 5000 €    | –         | –          | –        | –        | –        |

## Eredmények

### Férfi egyes
- Carlos Alcaraz– Jannik Sinner, 4–6, 6–7(4), 6–4, 7–6(3), 7–6(10–2)

### Női egyes
- Cori Gauff– Arina Szabalenka 6–7(5), 6–2, 6–4

### Férfi páros
- Marcel Granollers /  Horacio Zeballos– Joe Salisbury /  Neal Skupski, 6–0, 6–7(5), 7–5

### Női páros
- Sara Errani /  Jasmine Paolini– Anna Danilina /  Aleksandra Krunić, 6–4, 2–6, 6–1

### Vegyes páros
- Sara Errani  /  Andrea Vavassori – Taylor Townsend /  Evan King, 6–4, 6–2

Juniorok

### Fiú egyéni
- Niels McDonald– Max Schönhaus 6–7(5), 6–0, 6–3

### Lány egyéni
- Lilli Tagger– Hannah Klugman, 6–2, 6–0

### Fiú páros
- Oskari Paldanius /  Alan Ważny– Noah Johnston /  Benjamin Willwerth 6–2, 6–3

### Lány páros
- Eva Bennemann /  Sonja Zhenikhova– Alena Kovačková /  Jana Kovačková, 4–6, 6–4, [10–8]